# Bijpur
Bijpur là một thị trấn thống kê (census town) của quận Sonbhadra thuộc bang Uttar Pradesh, Ấn Độ.

## Nhân khẩu
Theo điều tra dân số năm 2001 của Ấn Độ, Bijpur có dân số 9232 người. Phái nam chiếm 53% tổng số dân và phái nữ chiếm 47%. Bijpur có tỷ lệ 72% biết đọc biết viết, cao hơn tỷ lệ trung bình toàn quốc là 59,5%: tỷ lệ cho phái nam là 79%, và tỷ lệ cho phái nữ là 65%. Tại Bijpur, 16% dân số nhỏ hơn 6 tuổi.